# هجوم نونغ بوا لامفو 2022
في 6 أكتوبر 2022 ، قتل مدمن المخدرات المدعو «بانيا خمراب» البالغ من العمر 34 عامًا 38 شخصًا معظمهم أطفال رضع بإطلاق النار أو الطعن في مقاطعة نونغ بوا لامفو بتايلاند. وقع الهجوم بشكل رئيسي في حضانة للأطفال تقع في منطقة أوثاي ساوان الفرعية في منطقة نا كلانج. يعد الهجوم أخطر جريمة قتل جماعي على الإطلاق يرتكبها مرتكب جريمة واحد في تايلاند، متجاوزة عدد القتلى في حادث إطلاق النار في ناخون راتشاسيما في عام 2020.

## الهجوم
في 6 أكتوبر 2022، في حوالي الساعة 11:24 بتوقيت جرينتش (التوقيت العالمي المنسق +7)، قاد المهاجم شاحنة بيك آب بيضاء من نوع تويوتا هيلوكس فيجو من مقر إقامته. وصل إلى الحضانة الساعة 12:50، حيث بدأ الهجوم بعد الغداء بقليل.
مسلحًا بمسدس من نوع SIG Sauer 9 ملم وبندقية وسكين، أطلق المهاجم النار على أب وابنه خارج مبنى المشتل. وشرع في مهاجمة أربعة أو خمسة موظفين، توفي ثلاثة منهم. وكان من بينهم معلمة كانت حاملاً في شهرها الثامن. وفر العديد من الموظفين من مكان الحادث. ثم دخل غرفة ينام فيها الأطفال وهاجمهم بالسكين. ظن الشهود في الجوار خطأً أن إطلاق النار هو «ألعاب نارية». كان هناك 30 طفلاً في الحضانة وقت الهجوم. تم العثور على 19 فتى وثلاث فتيات في الحضانة بينما تم العثور على جثث طفل وشخص بالغ في مبنى حكومي قريب.
بعد ذلك هرب الجاني من مكان الحادث في شاحنة صغيرة. وأثناء مروره بمنطقة نونغ كونغ سي، قتل المهاجم سبعة أشخاص بالرصاص. وباستخدام الشاحنة صدم أيضًا المارة مما أدى إلى إصابة اثنين. في قرية ثا أوثاي نويا في ناحية أوثاي ساوان، أصاب قرويا. وصل إلى منزله حيث استخدم البنزين لإشعال النار في الشاحنة الصغيرة.
وقالت الشرطة أن هناك 11 حالة وفاة (طفلان وتسعة بالغين) خارج الحضانة حيث أطلق الجاني النار من سيارته. ومن بين 11 حالة وفاة كانت زوجة الجاني وأطفاله الذين أطلق عليهم الرصاص قبل أن ينتحر. توفي ثلاثة بالغين وهم في طريقهم إلى المستشفى.
تم نقل جثث المتوفين إلى مركز للشرطة، حيث تم وضعهم في توابيت ونقلوا إلى مستشفى أودون ثاني. تم نقل الجرحى إلى مستشفى «نا كلانج» بينما خضع ثمانية آخرون لعملية جراحية في مستشفى نونغ بوا لامفو. قال الأطباء في مستشفى نونغ بوا لامفو إن هناك حاجة ماسة إلى الدم، وتم إجراء حملة للتبرع بالدم في المستشفى. كان بعض أفراد الأسرة في الحضانة في المساء وقام مستشارو الصحة العقلية بالتعامل معهم.

## الضحايا
قُتل ما مجموعه 38 شخصًا، بما في ذلك 24 طفلاً على الأقل، وكان أصغر الضحايا يبلغ من العمر عامين. واصيب عشرة اخرون. ذكرت التقارير الأولية أن 15 أصيبوا لكن خمسة منهم لقوا حتفهم في نهاية المطاف. وظل سبعة من الجرحى في المستشفى.

## مرتكب الجريمة
وقد تعرفت الشرطة على الجاني وهو بانيا خمراب البالغ من العمر 34 عامًا (بالتايلندية: ปัญญา คำราบ)‏ . كان خمراب من سكان مقاطعة نونغ بوا لامفو وكان رقيب شرطة سابقًا في منطقة نا وانغ.
كان خمراب مدمن مخدرات منذ المدرسة الثانوية. في يناير تم القبض عليه لحيازته الميتامفيتامين. تم فصل خمراب من الشرطة إما في عام 2021 أو في يونيو 2022 نتيجة لإدمانه. في وقت سابق في 6 أكتوبر 2022، يوم الهجوم حضر خمراب جلسة استماع للمحكمة بشأن جرائم المخدرات التي ارتكبها، وكان من المقرر أن يمثل أمام المحكمة يوم الجمعة 7 أكتوبر فيما يتعلق بجرائمه.
يتذكر زملاؤه أن خمراب كان يعاني من تقلبات مزاجية وأنه لم يكن محبوبًا في العمل. وزُعم أنه هدد مدير بنك بمسدس بعد العثور عليه نائماً بدلاً من القيام بمهام الحراسة في البنك. كما تشاجر مع زوجته حول علاقة مشتبه بها مع جاره بعد أن أقام حفلات منزلية مزعجة.
اشترى خمراب بشكل قانوني المسدس عيار 9 ملم المستخدم في الهجوم.

## ما بعد الكارثة
وصل فريق الشرطة كيتي برافهات إلى مقاطعة نونغ بوا لامفو لبدء مطاردة الجاني. ونصحت الشرطة الأشخاص الذين يعيشون في منطقة الهجوم بتوخي الحيطة والحذر لأن مكان تواجد الجاني غير معروف. وأمر رئيس وزراء تايلاند برايوت تشان أو تشا، الوكالات المعنية بمساعدة الجرحى وفتح تحقيق في الحادث. كانت فرقة هانومان لمكافحة الجريمة ووحدة أرينتراج 26 متواجدة في مكان الحادث بعد الهجوم.
زار تشان أو تشا نونغ بوا لامفو في 7 أكتوبر لزيارة الناجين وعائلات الضحايا. وتم إغلاق مراكز الرعاية النهارية في المنطقة بينما صدرت تعليمات لجميع المؤسسات الحكومية برفع أعلامها.

## تفاعلات
وعبر «تشان أو تشا» عن تعازيه ووصف الحادث بأنه «صادم». ونُقل عنه قوله؛ «أشعر بحزن عميق تجاه الضحايا وأقاربهم». أدانت اليونيسف الهجوم، مضيفة أن «مراكز تنمية الطفولة المبكرة والمدارس وجميع أماكن التعلم يجب أن تكون ملاذات آمنة للأطفال الصغار للتعلم واللعب والنمو خلال سنواتهم الأكثر خطورة». كما حثت المنظمة وسائل الإعلام والجمهور على تجنب نشر صور الحادث. انتقل العديد من قادة العالم بمن فيهم رئيسة الوزراء البريطانية ليز تروس ورئيس الوزراء الأسترالي أنتوني ألبانيز إلى تويتر للتعبير عن تعازيهم. وأصدرت وزارة الخارجية الأمريكية بيانًا صحفيًا أدانت فيه الهجمات وقالت إن الولايات المتحدة مستعدة لتقديم المساعدة.
أخذ الملك فاجيرالونجكورن الضحايا تحت رعاية ملكية، مما يعني أن الملك سيغطي نفقات جنازة القتلى والنفقات الطبية للجرحى.

## أنظر أيضا
- الجريمة في تايلاند